# Shimoichi
Shimoichi (下市町?) è una cittadina giapponese della prefettura di Nara.